# 瓦爾博納谷國家公園
42°27′12″N 19°53′16″E / 42.45333°N 19.88778°E

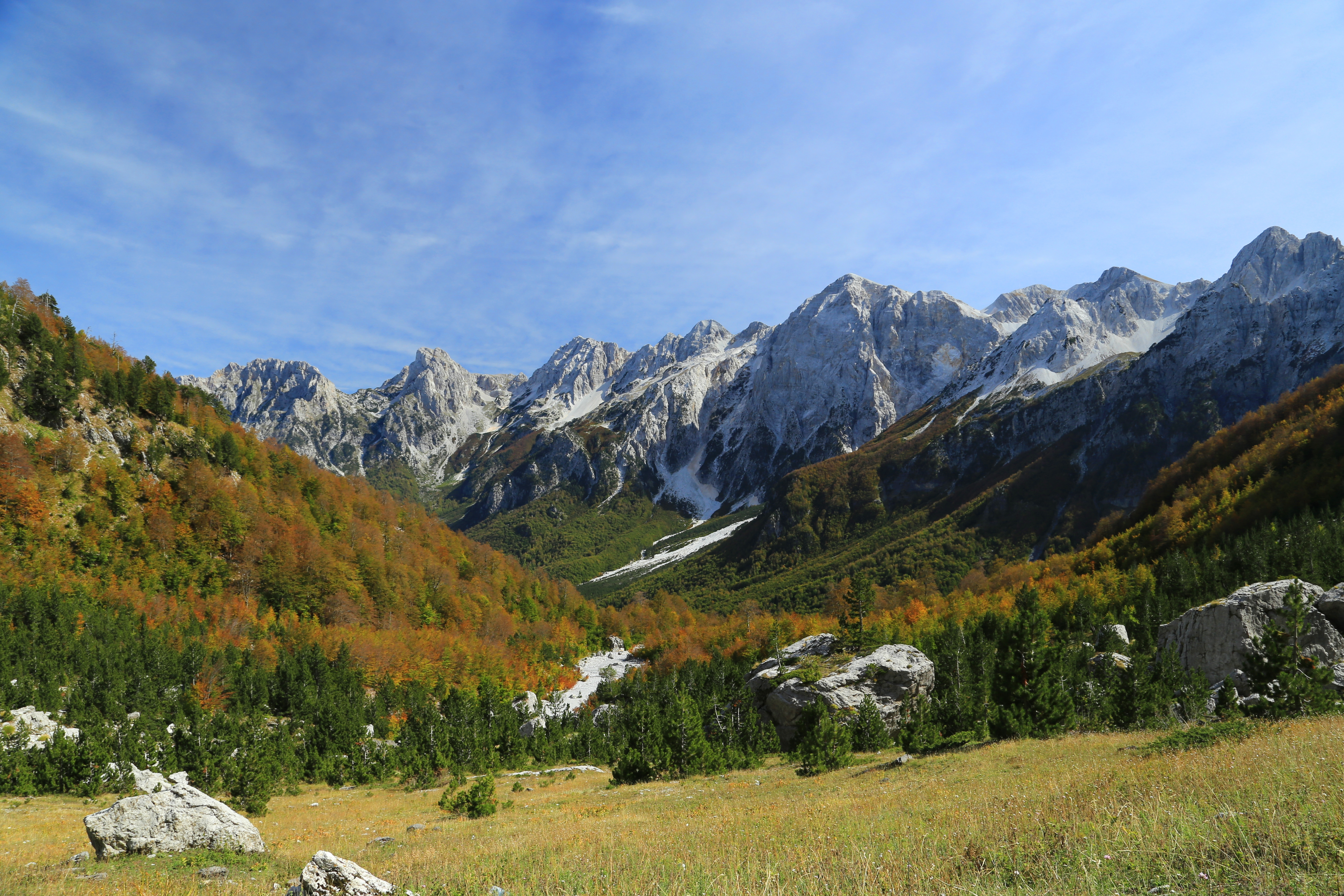

瓦爾博納谷國家公園是阿爾巴尼亞的國家公園，位於該國北部，處於狄那里克阿爾卑斯山脈，成立於1996年1月15日，面積80平方公里，距離巴依拉姆·楚里城25公里。